# 新栄町駅 (福岡県)

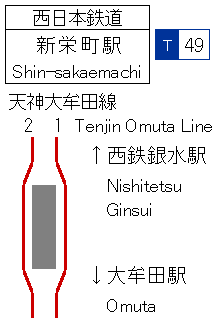
配線図

新栄町駅（しんさかえまちえき）は、福岡県大牟田市新栄町にある西日本鉄道（西鉄）天神大牟田線の駅である。駅番号はT49。すべての列車が停車する。

## 歴史
かつては大牟田の中心街に栄町駅として存在していた。特急停車駅であるにもかかわらずプラットホームが3両分の60メートルしかなかったため、利用者増加に対応できなくなった。大牟田市の再開発計画と呼応して、260メートル福岡寄りに7両が停車できる有効長160メートルの島式ホーム1面、名店街やバスターミナルを備えた3階建て総合ターミナルを有する駅を建設、新栄町駅として移転開業した。総工費は20億円であった。

### 年表
- 1938年（昭和13年）10月1日：栄町駅として開業[注釈 3]。
- 1939年（昭和14年）7月1日：栄町 - 大牟田間が開業し、中間駅となる。同時に九鉄栄町駅に改称届出[5]。
- 1942年（昭和17年）9月22日：西鉄栄町駅に改称[6]。
- 1961年（昭和36年）
  - 4月1日：西鉄銀水 - 西鉄栄町間が複線化。
  - 6月21日：西鉄栄町 - 大牟田間が複線化。
- 1970年（昭和45年）4月28日：現在地に移転、新栄町駅として再開業[2]。
- 1987年（昭和62年）：大牟田市内にある駅としては初めて、自動改札機が導入される。
- 2017年（平成29年）2月1日：駅ナンバリングを導入[7]。
- 2024年（令和6年）9月10日[要出典]：クレジットカードなどのタッチ決済実証実験を開始[8]。

## 駅構造
島式ホーム1面2線を有する地上駅である。駅舎は2階建てで、改札口および駅長室は2階にあり形状としては橋上駅に近いが、線路を挟んで反対側（東側）にあるゆめタウン大牟田や国道208号方面へ向かう場合はいったん駅舎から出て、駅北側もしくは駅南側の踏切を渡る必要がある。
開業当時は駅ビルとして西鉄名店街（のちのエマックス大牟田）を併設していたが、2004年（平成16年）に閉店し、跡地は駐車場となっている。
なお、西鉄栄町駅時代は構内踏切を有する相対式2面2線の配線であった。
| のりば | 路線          | 行先                           |
| ------ | ------------- | ------------------------------ |
| 1      | ■天神大牟田線 | 大牟田ゆき                     |
| 2      | ■天神大牟田線 | 久留米・福岡（天神）・甘木方面 |

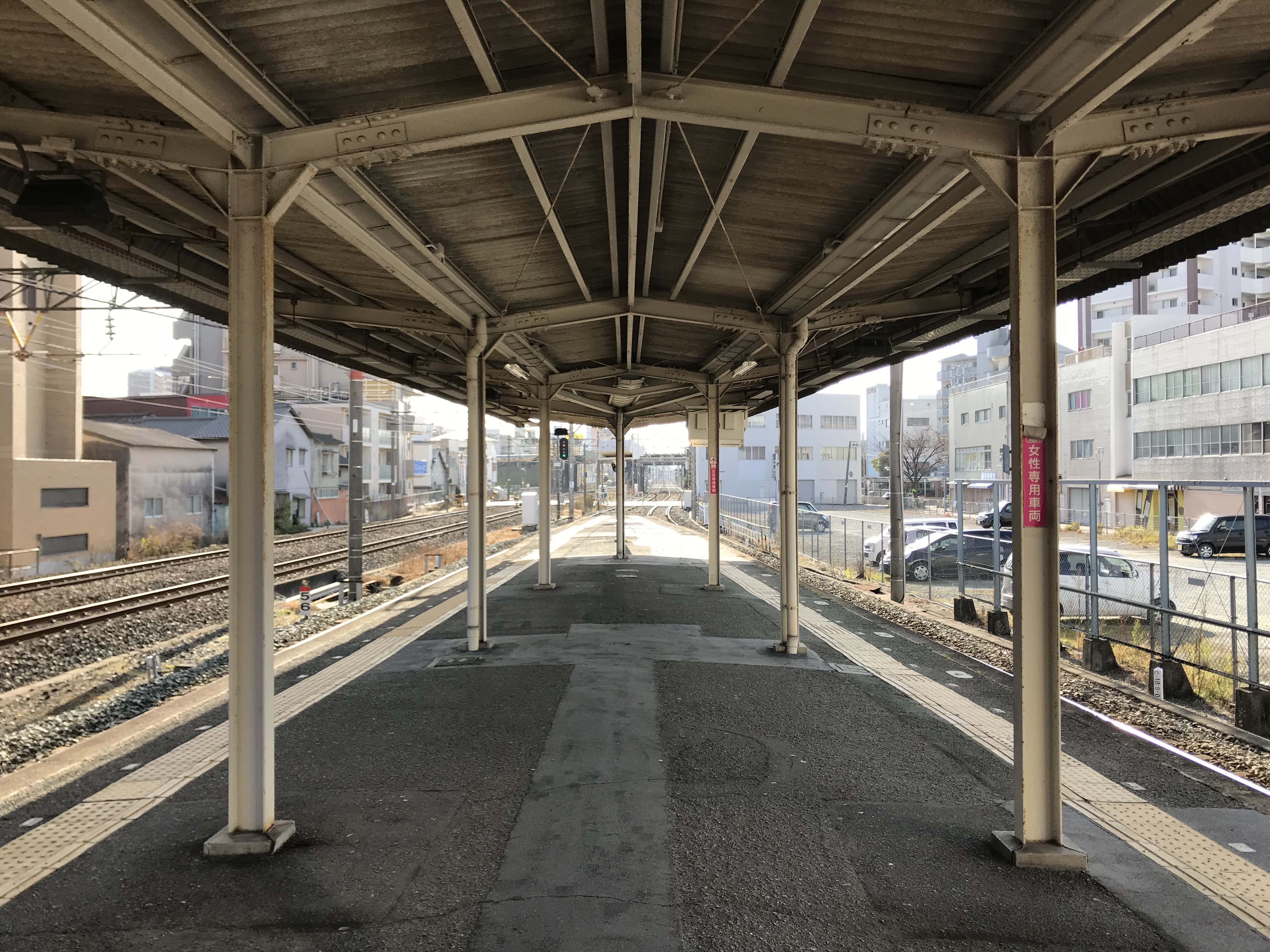
ホーム（2018年1月）
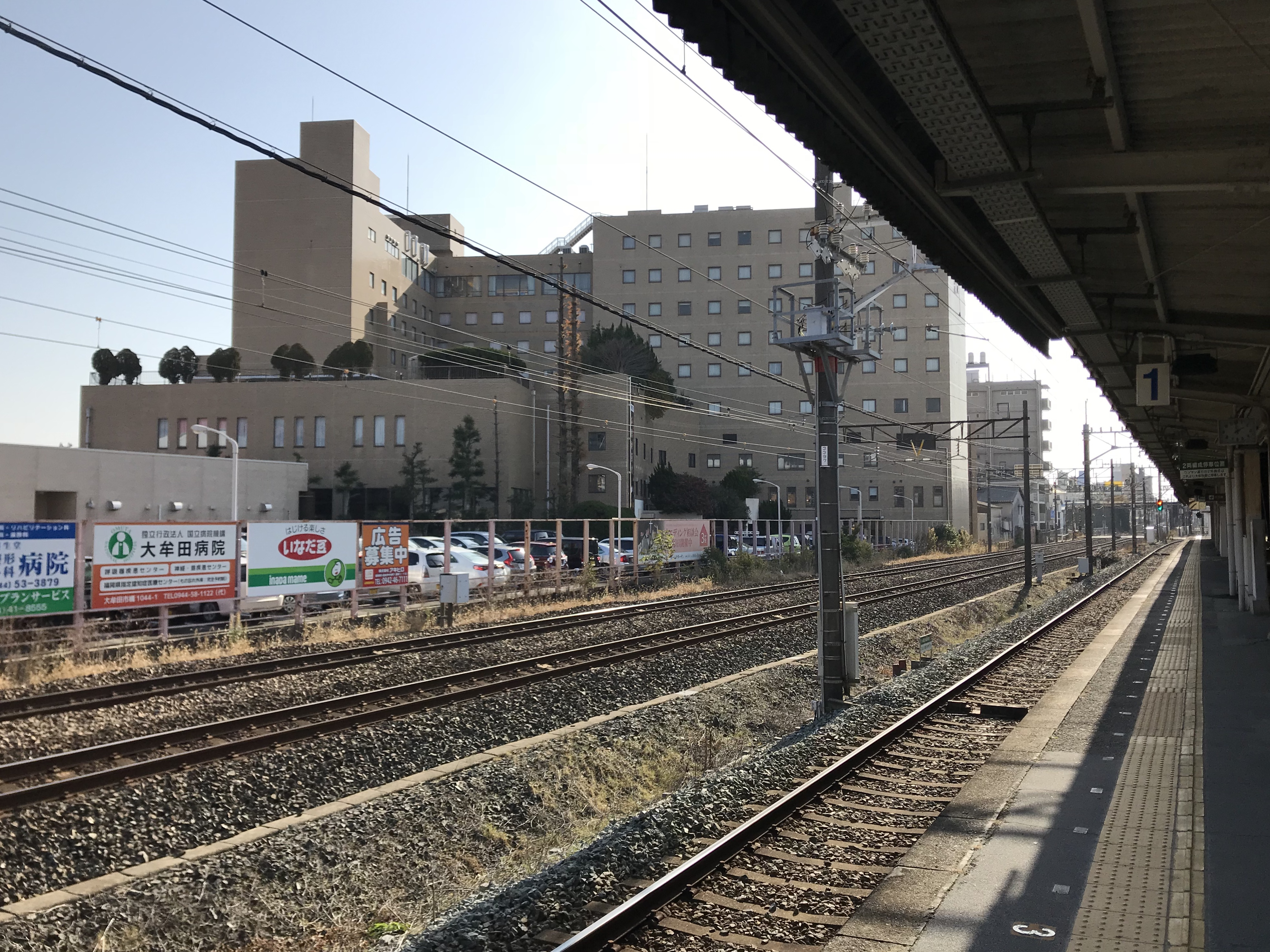
駅の横を並行する鹿児島本線には駅が設置されていない（2018年1月）

## 利用状況
2024年度の1日平均乗降人員は3,584人である。西鉄特急の停車駅としては大善寺駅に次いで利用客が少ない。
| 年度               | 1日平均 乗車人員 | 1日平均 乗降人員 |
| ------------------ | ---------------- | ---------------- |
| 2001年（平成13年） | 2,797            | 5,644            |
| 2002年（平成14年） | 2,677            | 5,397            |
| 2003年（平成15年） | 2,661            | 5,363            |
| 2004年（平成16年） | 2,488            | 5,055            |
| 2005年（平成17年） | 2,526            | 5,005            |
| 2006年（平成18年） | 2,532            | 5,002            |
| 2007年（平成19年） | 2,496            | 4,951            |
| 2008年（平成20年） | 2,454            | 4,910            |
| 2009年（平成21年） | 2,348            | 4,685            |
| 2010年（平成22年） | 2,340            | 4,678            |
| 2011年（平成23年） | 2,320            | 4,635            |
| 2012年（平成24年） | 2,255            | 4,501            |
| 2013年（平成25年） | 2,263            | 4,515            |
| 2014年（平成26年） | 2,225            | 4,390            |
| 2015年（平成27年） | 2,243            | 4,419            |
| 2016年（平成28年） | 2,189            | 4,311            |
| 2017年（平成29年） | 2,164            | 4,258            |
| 2018年（平成30年） | 2,214            | 4,326            |
| 2019年（令和元年） |                  | 4,262            |
| 2020年（令和02年） |                  | 2,890            |
| 2021年（令和03年） |                  | 3,012            |
| 2022年（令和04年） |                  | 3,365            |
| 2023年（令和05年） |                  | 3,564            |
| 2024年（令和06年） |                  | 3,584            |

## 駅周辺
駅は大牟田市街地の北部に立地しており、駅から東側約100mを国道208号が並行する。また、すぐ東側を並行してJR鹿児島本線の線路が通るものの駅は設置されていない。
現在新栄町駅がある周辺一帯には、1960年代まで三井化学工業（現・三井化学）の工場が立地していた。商店街の再開発の一環として栄町駅を現在地に移転開業すると同時に、周辺では大規模な土地区画整理事業が実施され、新栄町商店街が形成された。しかし、三井三池炭鉱の規模縮小・閉山による地域経済の地盤沈下、大牟田市の人口減少、郊外型大型店舗の開業などの影響を受けてダイエー大牟田店（旧ユニード大牟田店）、久留米井筒屋大牟田店、さんえい（ファッションビル）、サンリブ大牟田店など、商店街の核となっていた大型店舗が1990年代以降に相次いで閉店し、商店街の空洞化が進んだ。
2001年（平成13年）、駅東側約400mにゆめタウン大牟田が開業した。また、2000年以降、当駅周辺でマンションの建設が相次いでいる。
- 大牟田市市民活動等多目的交流施設「えるる」
- 三井化学大牟田工場
- 三井金属鉱業三池工場
- 大牟田旭町郵便局
- 大牟田明治町郵便局
- ホテルニューガイア オームタガーデン
- ゆめタウン大牟田
- 西日本シティ銀行大牟田支店
- 三井住友銀行大牟田支店
- 熊本銀行大牟田支店
- 大牟田柳川信用金庫新栄町支店
- ラ・ムー大牟田店

## バス路線
駅構内に新栄町バス停留所があるほか、旭町バス停留所も徒歩圏内にある。いずれも西鉄バス大牟田のバス路線が乗り入れている。

### 新栄町バス停留所
駅の南西側、コンコース南側の階段を下ったところにある。
- ■ 18
  - 手鎌・黒崎団地方面
  - 大牟田駅前・大牟田市立病院・西鉄大牟田営業所方面

### 旭町バス停留所
駅より東方へ約200m、国道208号上にある。
国道西側乗り場
- ■ 1・2　通町・三池中町・久福木団地方面
- ■ 4　通町・高泉団地・三池中町・久福木団地方面
- ■ 6　ゆめタウン大牟田行
- ■ 10　八尻町・米の山・普光寺方面
- ■ 55　通町・長溝町・田隈・吉野・新大牟田駅前・南関町役場方面
- ■ 57・57-2 （吉野循環）　草木・橘交差点・吉野・大牟田病院前方面

国道東側乗り場
- ■ 1　大牟田駅前・西鉄大牟田営業所方面
- ■ 2　大牟田駅前・天領小前・四ツ山・荒尾駅前方面
- ■ 4　大牟田駅前・天領橋・四ツ山・荒尾駅前方面
- ■ 7　大牟田駅前・大牟田市立病院・西鉄大牟田営業所方面
- ■ 7-1　大牟田駅前・大牟田市立病院・延命公園・動物園前・西鉄大牟田営業所方面
- ■ 10　大牟田駅前方面
- ■ 15　大牟田駅前・笹林町・有明高専方面
- ■ 16　大牟田駅前・笹林町・一部橋・倉掛・万田坑方面

## 隣の駅
西日本鉄道
■天神大牟田線
■特急・■急行
西鉄柳川駅（T39） - 新栄町駅（T49） - 大牟田駅（T50）
■普通
西鉄銀水駅（T48） - 新栄町駅（T49） - 大牟田駅（T50）